# Perkolátor

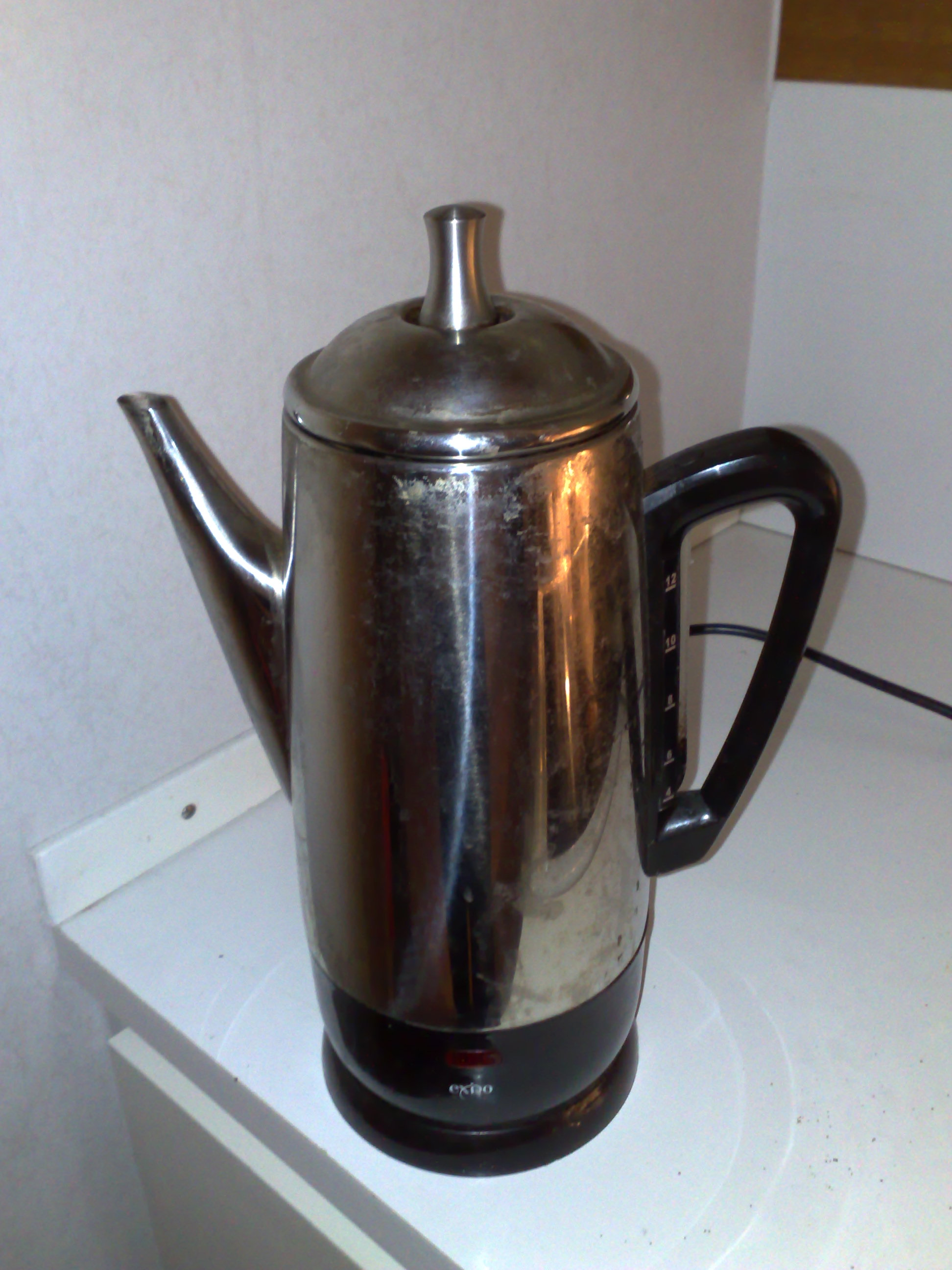
Perkolátor

Princip perkolátoru

Perkolátor je typ konvice používané k vaření kávy. Název vychází ze slova perkolace, což znamená „průchod (rozpouštědla) skrz propustnou látku, zvláště za účelem extrakce rozpustné složky“.
Při vaření kávy je rozpouštědlem voda, propustnou látkou jsou rozemletá zrna kávy a rozpustnými složkami jsou sloučeniny, která dávají kávě barvu, chuť, vůni a stimulační vlastnosti. Existují dva základní typy perkolátoru:
1. Voda prochází pod tlakem skrz kávu do samostatné komory.
2. Voda cirkuluje skrz kávu (je tlačena nahoru a pak stéká vlivem gravitace), dokud není dosažena požadovaná „síla“ vařené kávy.[2]

Perkolátory bývaly velmi populární, na počátku 70. let 20. století však byly vytlačeny automatickými kávovary, později také přístrojem French press a obnoveným zájmem o espresso. V perkolátorech je káva často vystavena vyšším teplotám než při jiných způsobech přípravy, u perkolátorů druhého typu je také louhována opakovaně. Proto je tento způsob přípravy náchylnější na „přelouhování“. Při perkolaci se mohou vypařit některé těkavé sloučeniny. Při vaření je tedy cítit vůni, která pak ale zase chybí výsledné kávě. Zastánci perkolátoru si však chválí hořčejší, „jadrnější“ kávu, a tvrdí, že nevýhody této metody lze eliminovat bedlivou kontrolou procesu.